# Rob Hirst
Robert George "Rob" Hirst (Camden (Australië), 3 september 1955) is een Australisch drummer. Hij was in de jaren 1970 een van de oprichters van Midnight Oil en verzorgde binnen die band ook de achtergrondzang tot de band in 2002 uiteenviel. Zowel gedurende zijn lidmaatschap van Midnight Oil als nadien was Hirst bij diverse andere muzikale projecten betrokken waaronder Ghostwriters, Backsliders en The Angry Tradesmen.
In 2010 vormde Hirst samen met onder andere bassist Brian Ritchie van Violent Femmes en trompettist Jack Howard van Hunters & Collectors een nieuwe surfrockband, The Break.